# اليوم الدولي للمختفين
اليوم الدولي للمختفين الموافق 30 أغسطس من كل عام هو ذكرى سنوية استحدثت للفت الانتباه إلى مصير الأفراد الذين سجنوا في أماكن وظروف سيئة، يجهل ذويهم أو ممثليهم القانونيين كل شيء. المبادرة لهذا اليوم جاءت من اتحاد أمريكا اللاتينية لرابطات أقرباء المعتقلين المختفين، (بالإسبانية: Federación Latinoamericana de Asociaciones de Familiares de Detenidos-Desaparecidos)‏ أو (FEDEFAM)، وهي منظمة غير حكومية تأسست في عام 1981 في كوستاريكا كرابطة محلية وإقليمية للجماعات التي تعمل بنشاط ضد السجن السري والاختفاء القسري في عدد من دول أمريكا اللاتينية.
العمل على موضوع السجن السري هو جزء هام من الأنشطة لعدد من الهيئات والمنظمات الدولية في مجالات تعزيز حقوق الإنسان والمساعدات الإنسانية، ومنها منظمة العفو الدولية (بالإنجليزية: Amnesty International)‏، ومكتب مفوض الأمم المتحدة السامي لحقوق الإنسان واللجنة الدولية للصليب الأحمر. اليوم الدولي للمختفين هو فرصة لتسليط الضوء على عمل هذه المؤسسات، وزيادة الوعي العام، والدعوة إلى التبرعات والمتطوعين.
في بعض الحالات، لجنة الصليب الأحمر الدولية هي المؤسسة الوحيدة التي يسمح لها بالوصول إلى فئات معينة من السجناء، وبالتالي تمكين الحد الأدنى من الاتصال والتفتيش حول المعاملة التي يلقونها.
يشكل السجن في ظل ظروف سرية أو غير معروفة انتهاكا خطيرا لبعض مفاهيم حقوق الإنسان في القانون الدولي الإنساني بما في ذلك حالات النزاع المسلح. الجمعية العامة للأمم المتحدة اعتمدت الإعلان المتعلق بحماية جميع الأشخاص من الاختفاء القسري بموجب القرار 47/133 المؤرخ بـ 18 ديسمبر 1992. وتشير التقديرات بأن السجن السري يمارس في حوالي 30 بلدا. فريق مفوضية حقوق الإنسان العامل على حالات الاختفاء القسري سجل حوالي 46000 حالة اختفاء للأشخاص في ظروف مجهولة.
في 30 أغسطس 2008 قام التحالف الدولي لمكافحة حالات الاختفاء القسري، والتي تجمع المنظمات الأعضاء في الأسرة ومنظمات حقوق الإنسان من مختلف أنحاء العالم، وتكاتفت الجهود بمناسبة هذا الحدث العالمي للترويج وللتصديق على الاتفاقية الدولية لحماية جميع الأشخاص من الاختفاء القسري.

## وصلات خارجية
- التحالف الدولي ضد الاختفاء القسري
- FEDEFAM – محاربة حالات الاختفاء القسري في أمريكا اللاتينية